# Valerij Leontjev
Valerij Jakovlevitj Leontjev (russisk: Валерий Яковлевич Леонтьев; født 19. marts 1949 i Ust-Usa, Komi ASSR, RSFSR, Sovjetunionen) er en sovjetisk og russisk popsanger hvis popularitet toppede i begyndelsen af 1980'erne. 